# Хачериди, Евгений Григорьевич
Евге́ний Григо́рьевич Хачери́ди (укр. Євген Григорович Хачеріді; род. 28 июля 1987, Мелитополь, Запорожская область) — украинский футболист, защитник. Выступал за сборную Украины.

## Биография

### Семья
Родился в Мелитополе. Со стороны отца имеет греческие корни, мать — украинка. Евгений называет себя чаще украинцем.
Супруга Виктория, двое детей-двойняшек — Ева и Даниэль.

### Клубная карьера
В возрасте десяти лет Евгений Хачериди записался в футбольную секцию. Учился в учебно-воспитательном комплексе № 16. После поступил в Мелитопольский педагогический университет по специальности «физкультура».
Начинал играть в футбол в Мелитополе за клуб «Олком». В сезоне 2006/07 на правах аренды выступал за «Волынь» в Первой лиге в амплуа нападающий. Луцкий клуб заинтересовался перспективным игроком и летом 2007 года выкупил контракт игрока за 10 млн грн. В январе 2008 года перешёл в киевское «Динамо», где дебютировал 1 марта 2008 года в матче дублёров «Днепр» — «Динамо» (1:3). За основную команду дебютировал 13 сентября 2008 года в рамках Кубка Украины в матче против родного «Олкома» (победа киевлян 5:0), выйдя на 56-й минуте вместо Флорина Черната. Дебют в Премьер-лиге чемпионата Украины состоялся 18 июля 2009 года в матче против одесского «Черноморца». Матч завершился победой киевлян 5:0, а Хачериди отыграл все 90 минут.

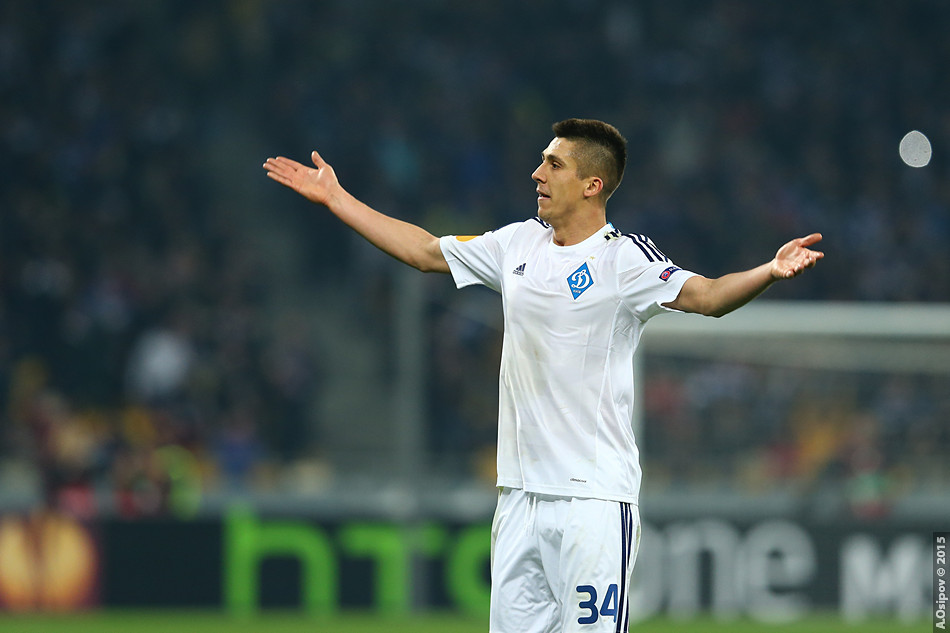
Хачериди в составе «Динамо» (Киев)

Первый гол за основу «Динамо» Хачериди забил 16 августа 2009 года в рамках 1/16 Кубка Украины против киевского «Арсенала». Олег Гусев выполнил зрячую подачу с углового в центр штрафной площадки, куда ворвался бек «Динамо» и головой с отскоком от газона переправил мяч в «девятку». Этот гол помог динамовцам победить 2:1 и выйти в следующий раунд соревнований. В матче плей-офф квалификации Лиги чемпионов забил гол головой в свои ворота («Динамо» (Киев) — «Боруссия» (Мёнхенгладбах) 1:2). Но, несмотря на это поражение, киевляне прошли в групповой этап по сумме двух встреч (4-3). Четвёртого апреля 2015 года провёл свой сотый матч за «Динамо».
23 октября 2019 года Динамо-Брест объявил о подписании Хачериди, контракт с игроком рассчитан до конца 2021 года.
30 января 2021 года покинул клуб.

### Карьера в сборной

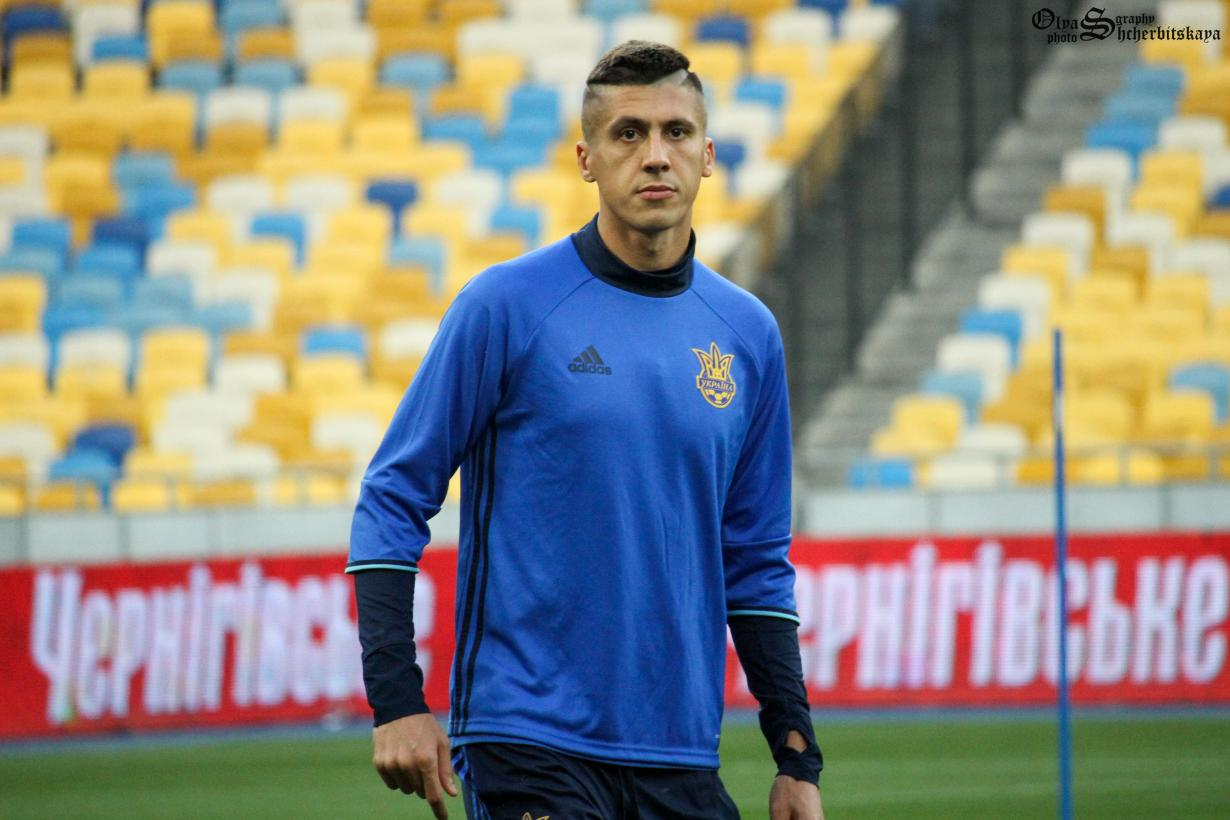
Хачериди в составе сборной Украины

30 сентября 2009 года был вызван Алексеем Михайличенко в сборную Украины на отборочные матчи чемпионата мира 2010 года против Англии и Андорры. 10 октября 2009 года дебютировал в составе сборной, отыграв весь матч против команды Англии (1:0).
Участник чемпионата Европы по футболу 2012 года и чемпионата Европы по футболу 2016 года.
За сборную Украины сыграл 51 матч и забил 3 гола.

## Достижения

### Командные
«Динамо» (Киев)
- Чемпион Украины (3): 2008/09, 2014/15, 2015/16
- Обладатель Кубка Украины (2): 2013/14, 2014/15
- Обладатель Суперкубка Украины (3): 2009, 2011, 2016

ПАОК
- Чемпион Греции: 2018/19
- Обладатель Кубка Греции: 2018/19

«Динамо» (Брест)
- Обладатель Суперкубка Беларуси: 2020

### Личные
- Отличие «Именное огнестрельное оружие» (2015)[11]